# Drymodes superciliaris
La petroica matorralera norteña (Drymodes superciliaris) es una especie de ave paseriforme de la familia Petroicidae endémica de la península del cabo York, en el norte de Australia.